# 董伟 (1957年)
董伟（1957年8月—），中华人民共和国政治人物，原中华人民共和国文化部副部长，中国文学艺术界联合会原副主席。